# مونستر سترايك
مونستر سترايك (بالإنجليزية: Monster Strike)‏ و (باليابانية: モンスターストライク) هي لعبة فيديو ألغاز تعتمد على تقمص الأدوار والإستراتيجية و تعاونية تم تطويرها من قبل شركة ميكسي لأنظمة آي أو إس وأندرويد، اللعبة من تصميم يوشيكي أوكاموتو، تم إطلاق اللعبة في سنة 2013 وأرباح وصلت ل4.4 مليون دولار أمريكي في اليوم الواحد وفي ديسمبر 2015 تم طرحها على أجهزة نينتندو 3دي أس.